# Stephan Urwyler
Stephan Urwyler (* 4. Oktober 1961 in Zürich) ist ein Schweizer Komponist und Jazzgitarrist und -sänger.

## Leben und Wirken
Urwyler studierte an der Swiss Jazz School in Bern, wo er seitdem lebt. Er wirkte seit Mitte der 1980er Jahre als Gitarrist und Sänger in der Rhythm-and-Blues-Gruppe Three Dee mit. Von 1986 und 1994 wirkte er an Tourneen, Radio- und Fernsehauftritten und drei Alben des City West Quartet mit, zu dessen Gründern er 1986 mit Rolf Häsler, Johannes Schaedlich und Christian Scheuber zählte. Er spielte unter anderem mit Ron McClure, Tim Hagans, Roman Schwaller und Giorgos Antoniou.
Drei Jahre war er Mitglied der Gruppe This Masquerade. Von Ende der 1990er Jahre bis 2006 war er Gitarrist des Heimatlandorchesters. Ausserdem arbeitet er regelmässig mit der Gruppe In Mission of Tradition zusammen. Er gehört dem Biel-Bienne Jazz and ImproOrchestra an, mit dem er 2013 das Album Derwish-Suite  veröffentlichte.
Er ist auch auf Alben von Tinu Heiniger, Joachim Rittmeier, Daniel Erismann und dem City West Quartet zu hören. Im Frühling 2016 erschien die EP Täg wie dä, auf der Urwyler Mundart-Blues präsentiert.
Seit Mitte der 1990er Jahre leitet Urwyler ein eigenes Trio, mit dem er bislang drei Alben einspielte. Neben Pop-, Rock- und Jazzmusik komponierte er zwei Symphonien und klassische Kammermusik.

## Diskographie (Auswahl)
- Generations, Brambus 1997, mit Walter Schmocker und Samuel Rohrer
- Caribeye, 1999
- Super, 2004
- Stephan Urwyler, Regina Litvinova Valser (Unit Records 2014)
- Täg wie dä (DeHai 2016)